# Эгрегор (фильм)
«Эгрегор» (англ.  Egregor) — приключенческий триллер с элементами мистики режиссёров Станислава Капралова и Любомира Левицкого. Выход ленты на экраны запланирован на 10 марта 2022 года.

## Съемочная группа
- Авторы сценария – Омри Роуз, Любомир Левицкий и Сергей Касторных
- Режиссер-постановщик – Станислав Капралов
- Генеральный продюсер – Сергей Лавренюк
- Исполнительный продюсер – Марианна Новикова

## Описание фильма
Нью-йоркский детектив Артур получает странное письмо с авиабилетом и скрытым посланием от своего университетского профессора-украинца, с которым он не общался уже долгие годы. Пытаясь разобраться, Артур узнает, что профессор мертв, якобы совершив самоубийство, а за дочерью профессора — Лесей — охотятся неизвестные люди. Артур вылетает в Киев, чтоб распутать этот загадочный клубок и помочь дочери человека, который много лет назад отыграл важную роль в его жизни.

## В ролях
- Омри Роуз — американский актёр, известный своим участием в фильме «Неповиновение» (2018) и «Лига справедливости» (2017)
- Елена Лавренюк — украинская актриса театра и кино, исполнительница главных ролей в фильмах «Dzidzio контрабас» и «11 детей из Моршина».
- Валерия Караман — партнёрша Виллема Дефо и Роберта Паттинсона по фильму «Маяк» (2019)
- Даниэль Ольбрыхский — любимый польский актёр известных режиссёров Анджея Вайды, Кшиштофа Занусси и Ежи Гоффмана
- Анджей Зелинский — известный своими ролями в сериале «Ватага», производства HBO и фильме «Пианист» (2002), Романа Полански

## Производство
Проект фильма «Эгрегор» стал одним из победителей 9-го конкурсного отбора Государственного агентства Украины по вопросам кино, получив один из самых высоких баллов. Лента создаётся компанией «Солар Медиа Интертейнмент» при государственной финансовой поддержки размером 22 миллионов гривен. Общая стоимость производства фильма составляет 66 млн 268,7 тыс. грн.
Съёмки фильма начались 21 марта 2017 в Киеве и кроме украинской столицы проходили во Львове, в Польше — в Варшаве и в Нью-Йорке — в США.

## Ссылка
- facebook.com/Egregorthemovie — официальный сайт Эгрегор (англ.)
- «Эгрегор» (англ.) на сайте Internet Movie Database